# Festival du film italien de Villerupt 2024
Le Festival du film italien de Villerupt 2024, 47e édition du festival, se déroule du 25 octobre au 11 novembre 2024.

## Déroulement et faits marquants
Outre la compétition, la 47e édition du festival diffuse des films sur le thème Travailleurs, travailleuses et algorithmes et propose une rétrospective consacrée à Marcello Mastroianni,,.
Le palmarès est décerné le 8 novembre 2024 : l'Amilcar du jury est remis à Palazzina Laf de Michele Riondino, l'Amilcar du jury de la critique et l'Amilcar du jury des exploitants à Vermiglio ou La Mariée des Montagnes (Vermiglio) de Maura Delpero, et l'Amilcar du public à Una femmina de Francesco Costabile,.

## Jury
- Jani Thiltges (président), producteur
- Serge Bromberg, producteur et réalisateur
- Serena Giuliano, romancière
- Astrid Roos, actrice

## Sélection

### En compétition
- Superluna de Federico Bondi
- Luce de Silvia Luzi et Luca Bellino
- Le Déluge de Gianluca Jodice (en)
- Il mio compleanno de Christian Filippi
- Quell'estate con Irène (it) de Carlo Sironi
- Vermiglio ou La Mariée des Montagnes (Vermiglio) de Maura Delpero
- Anywhere Anytime (en) de Milad Tangshir
- Il tempo che ci vuole de Francesca Comencini
- Sulla terra leggeri  de Sara Fgaier
- I bambini di Gaza : Sulle onde della libertà de Loris Lai
- Familia de Francesco Costabile
- Lettres siciliennes (Iddu) de Fabio Grassadonia et Antonio Piazza
- Troppo azzurro (it) de Filippo Barbagallo
- Palazzina Laf de Michele Riondino
- Les Damnés (I dannati) de Roberto Minervini

### Hors compétition
- Un paese di resistenza de Shu Aiello et Catherine Catella
- Un altro ferragosto de Paolo Virzì
- Campo di battaglia de Gianni Amelio
- Romeo è Giulietta de Giovanni Veronesi
- Parthenope de Paolo Sorrentino
- La Fourchette à gauche de Donato Rotunno
- Taxi Monamour de Ciro De Caro
- Confidenza de Daniele Luchetti
- La vita accanto (it) de Marco Tullio Giordana
- Un mondo a parte (it) de Riccardo Milani

### Panorama
- L'Emmurée vivante (Sette note in nero) de Lucio Fulci
- Le Venin de la peur (Una lucertola con la pelle di donna) de Lucio Fulci
- Des quetsches pour l'hiver de Jean-Paul Menichetti
- Romantiche de Pilar Fogliati
- Enea de Pietro Castellitto
- Misericordia de Emma Dante
- Scordato (it) de Rocco Papaleo
- Adagio de Stefano Sollima
- L'ordine del tempo de Liliana Cavani
- Diabolik, chi sei? de Marco et Antonio Manetti
- Nata per te (it) de Fabio Mollo
- Marcello mio de Christophe Honoré
- L'ultima volta che siamo stati bambini (it) de Claudio Bisio
- Gloria! de Margherita Vicario
- Il reste encore demain (C'è ancora domani) de Paola Cortellesi
- Zamora (film) (it) de Neri Marcorè
- La Nouvelle Femme de Léa Todorov
- Comandante de Edoardo De Angelis
- Grazie ragazzi (it) de Riccardo Milani
- Quando (film) (it) de Walter Veltroni
- Il più bel secolo della mia vita (it) de Alessandro Bardani

### Thème: Travailleurs, travailleuses et algorithmes
- Sole cuore amore (it) de Daniele Vicari
- Il tuttofare (it) de Valerio Attanasio
- Toxicity de François-Xavier Destors
- Anna de Marco Amenta
- E noi come stronzi rimanemmo a guardare (it) de Pierfrancesco Diliberto
- Ride de Valerio Mastandrea
- 7 minuti de Michele Placido
- Gli ultimi saranno ultimi (it) de Massimiliano Bruno
- Scusate se esisto! (it) de Riccardo Milani
- La nostra terra (it) de Giulio Manfredonia
- In grazia di Dio (it) de Edoardo Winspeare
- La nostra vita de Daniele Luchetti

### RétrospectiveMarcello Mastroianni
- La dolce vita de Federico Fellini
- Fantôme d'amour (Fantasma d’amore) de Dino Risi
- Nuits blanches (Le notti bianche) de Luchino Visconti
- La Chronique des pauvres amants (Cronache di poveri amanti) de Carlo Lizzani
- Les Camarades (I compagni) de Mario Monicelli
- La Femme du dimanche (La donna della domenica) de Luigi Comencini
- Le Bel Antonio (Il bell'Antonio) de Mauro Bolognini
- Hier, aujourd'hui et demain (Ieri, oggi, domani) de Vittorio De Sica
- Splendor d'Ettore Scola
- Huit et demi (Otto e mezzo) de Federico Fellini
- Divorce à l'italienne (Divorzio all'italiana) de Pietro Germi

## Palmarès
- Amilcar du jury : Palazzina Laf de Michele Riondino
- Mention spéciale du jury : Familia de Francesco Costabile
- Amilcar du jury de la critique : Vermiglio ou La Mariée des Montagnes (Vermiglio) de Maura Delpero
- Amilcar du public : Familia de Francesco Costabile
- Amilcar du jury jeunes : I bambini di Gaza : Sulle onde della libertà de Loris Lai
- Amilcar du jury des exploitants : Vermiglio ou La Mariée des Montagnes (Vermiglio) de Maura Delpero
- Amilcar de la ville : Michele Riondino